# Racomitrium cucullatulum
Racomitrium cucullatulum är en bladmossart som beskrevs av Brotherus 1929. Racomitrium cucullatulum ingår i släktet raggmossor, och familjen Grimmiaceae. Inga underarter finns listade i Catalogue of Life.